# Rosa Markmann
Rosa Markmann Reijer de González Videla (Taltal, 30 de julio de 1907-Santiago, 12 de junio de 2009) fue primera dama de la República de Chile entre 1946 y 1952, durante el mandato de su marido, el presidente radical Gabriel González Videla.

## Primeros años de vida
Conocida por su apodo de Miti, nació en la ciudad de Taltal y sus padres fueron Ladislao Markmann Villagrán, un alto funcionario del Banco de Chile, y Ana Reijer Silva. Su bisabuelo paterno, Wilhelm Markmann Bossen, proveniente de la ciudad de Hamburgo, fue un médico cirujano que participó en la fundación del Hospital San Juan de Dios de San Fernando, mientras que su abuelo materno fue cónsul en Suecia.
Su familia paterna era protestante, religión que profesó hasta que se convirtió al catolicismo en el momento de su matrimonio, debido a que su marido era católico. Durante su época como primera dama, existieron rumores en la prensa local respecto a un posible origen judío, aunque ella nunca lo confirmó ni negó.
Durante su infancia, sufrió algunas discriminaciones por sus orígenes alemán y protestante: no pudo asistir al Colegio Británico debido al estallido de la Primera Guerra Mundial ni al Colegio Católico. Estudió hasta los doce años con profesores particulares en casa; sin embargo, por su insistencia y la de su hermana Laura de recibir una educación formal, fueron admitidas en un colegio de varones, siendo las únicas mujeres en la institución.
Fue reina de belleza en su adolescencia y aprendió a conducir un auto a la edad de diecisiete años. Soñaba con estudiar arquitectura, pero su padre no se lo permitió.

## Primera dama

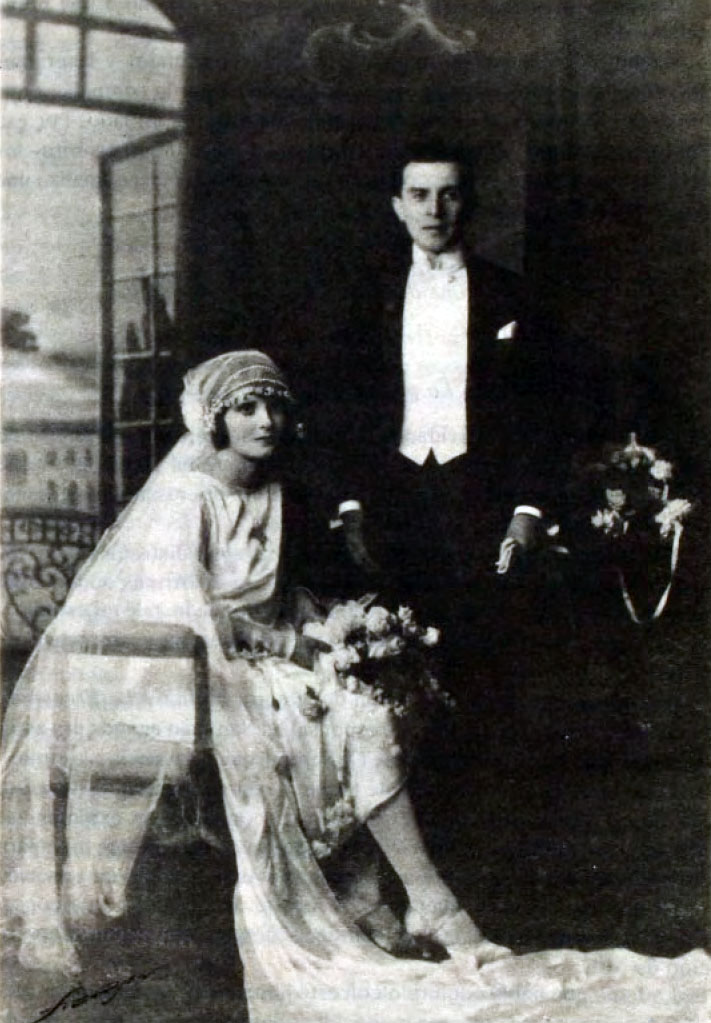
Fotografía matrimonial de Gabriel González Videla y Rosa Markmann (1926).

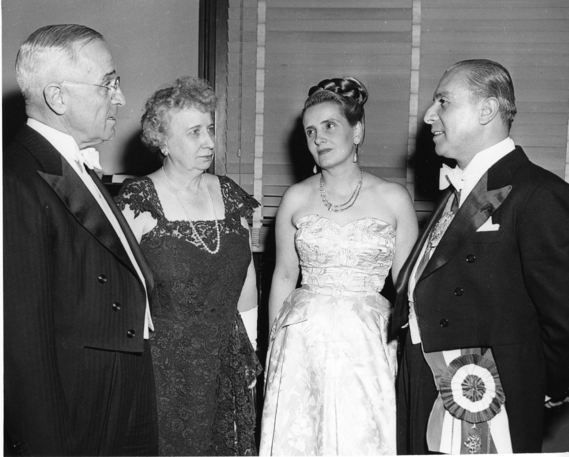
Rosa Markmann y su marido con Harry S. Truman y su señora Bess.

A los catorce años se mudó con su familia a la comuna de Ñuñoa, en Santiago. En la capital chilena conoció al abogado Gabriel González Videla. De su primer encuentro con Miti Markmann, González Videla relató en sus memorias: «Conocí a una hermosa joven de catorce años, de largas trenzas doradas, y de cuya extraordinaria belleza quedé súbitamente prendado».
Se casaron en 1926. Junto a él compartió los horrores de la Segunda Guerra Mundial, cuando este fue embajador en París, y posteriormente en 1946 se convirtió en la primera dama de Chile. Rosa Markmann fue la primera en su cargo en tener un despacho en el Palacio de La Moneda, participando activamente en la redecoración del palacio presidencial con finos muebles, pinturas y antigüedades que había traído con su esposo de Francia. Defensora del voto femenino en su país, convocó a las mujeres para que fueran juntas a exigir su derecho al voto en el Congreso Nacional de Chile.
Creó la Asociación de Dueñas de Casa y el Comité Nacional de Navidad. Otros logros que consiguió fueron la ley de protección a la mujer embarazada y la modificación del Código Civil para que se legalizara la mayoría de edad femenina. Anterior a esta ley, la mujer chilena no tenía derecho a firmar, el esposo decidía sobre ella y podía vender sus propiedades en contra de la voluntad de la mujer.
Acompañó a su marido en la visita al Territorio Chileno Antártico en 1948, para la inauguración de la Base General Bernardo O'Higgins —su esposo fue el primer líder en el mundo en visitar el continente helado—, siendo una de las primeras mujeres en llegar allí. Realizaron una visita de estado a los Estados Unidos, donde fueron invitados de honor del presidente Harry S. Truman, quien había enviado su avión privado especialmente para que llevara a los González desde Santiago a los Estados Unidos. Entonces, la prensa estadounidense destacó la elegancia y glamour de la pareja presidencial chilena.
Durante otra visita que realizó a los Estados Unidos en compañía de su hija, fue homenajeada en The Waldorf-Astoria Hotel de Nueva York, donde le otorgaron el reconocido título de «Madre del Mundo» por el Comité Internacional de Madres de Norteamérica. Miti dijo que recibía el título a nombre de todas las madres chilenas.
Entre otras visitas de estado, se destaca su viaje junto a su marido a Brasil, donde fueron huéspedes de honor en el fastuoso Palácio Laranjeiras de Río. Posteriormente, se trasladaron a Argentina, donde les esperó en el aeropuerto el general Juan Domingo Perón.

## Últimos años de vida

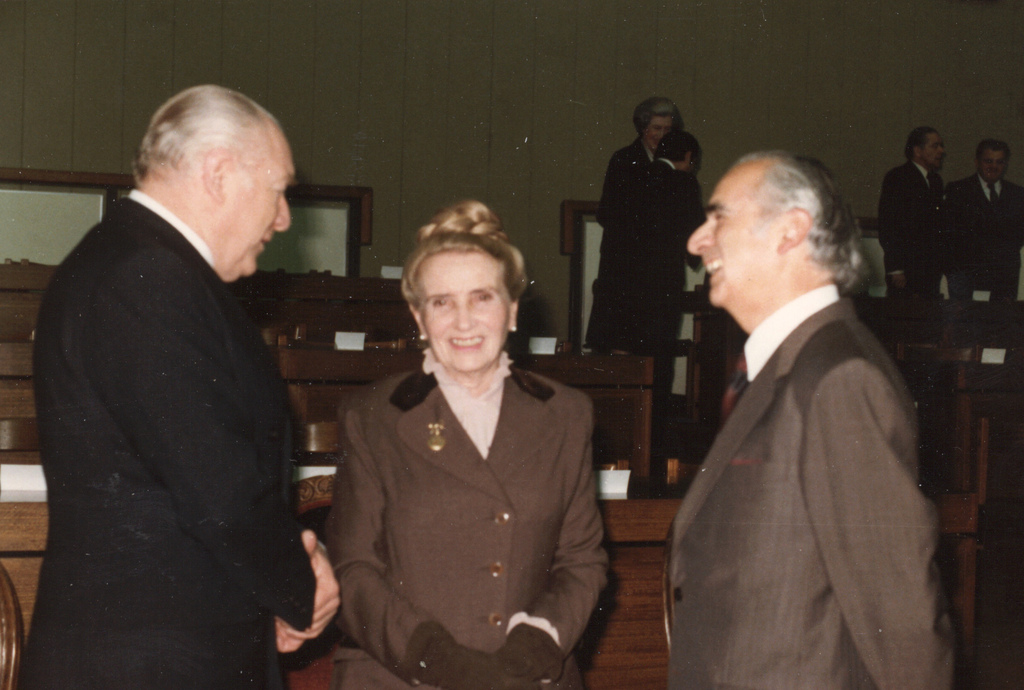
Rosa Markmann junto a Sergio Onofre Jarpa (izquierda) y William Thayer (derecha).

Después del golpe de Estado de 1973 contra Salvador Allende, con quien su esposo había terminado enemistado, fue cercana, al igual que su esposo, al régimen del general Augusto Pinochet.
En 1980 quedó viuda tras la muerte de Gabriel González Videla. En 1988 participó en la campaña del "Sí" a la continuidad del dictador Augusto Pinochet en el plebiscito desarrollado el 5 de octubre. A partir de 1989 se alejó de la vida pública. Al igual que otras personalidades, como Julio Canessa y Rodolfo Stange, se mantuvo leal a Pinochet en los años que siguieron al fin de la dictadura. Incluso mantuvo una amistad personal con la ex primera dama Lucia Hiriart. El gobierno de Brasil le otorgó la condecoración Ordem Nacional do Cruzeiro do Sul en un homenaje a su persona en Santiago. Sus últimas apariciones públicas fueron cuando Pinochet entregó el mando del Ejército al general Ricardo Izurieta en 1998; y en un evento al que concurrieron varios seguidores del exdictador cuando este se hallaba bajo arresto domiciliario tras regresar de su detención en Londres.
Por muchos años, continuó viviendo en su residencia de Ñuñoa, hasta que finalmente se mudó a la casa de su hija.
Falleció a los 101 años el 12 de junio de 2009 en su hogar de Las Condes. Sus restos fueron velados en Santiago y posteriormente fueron trasladados al Museo Gabriel González Videla en La Serena; el edificio donde se encuentra el museo fue la antigua mansión donde ella y su marido habitaron. A su funeral asistió su amiga Lucía Hiriart. Un centenar de serenenses acompañaron a la familia hasta el Cementerio General donde depositaron los restos de la ex primera dama en el mausoleo de la familia González Videla, junto a su marido.

### Condecoraciones extranjeras
- Oficial de la Orden de la Cruz del Sur ( Brasil, 1999).